# Peter Anderson
Thomas Peter Anderson (Hendon, 31 mei 1949) is een Engels voormalig profvoetballer.
Anderson was een middenvelder en speelde vroeger bij onder meer de Engelse clubs Luton Town FC, Sheffield United FC en Millwall FC en bij het Belgische Antwerp FC.
| Club       | Seizoen | Wedstrijden | Doelpunten |   |   |
| ---------- | ------- | ----------- | ---------- | - | - |
| Antwerp FC | 1975-76 | 11          | 5          | 0 | 0 |
| Antwerp FC | 1976-77 | 37          | 9          | 0 | 0 |
| Antwerp FC | 1977-78 | 17          | 4          | 0 | 0 |
| Totaal     |         | 65          | 18         | 0 | 0 |